# Tage Møller
Kaj Tage Møller (14 de março de 1914 — 14 de fevereiro de 2006) foi um ciclista dinamarquês que representou o seu país nos Jogos Olímpicos de 1936, em Berlim (União Soviética), onde competiu na prova de estrada individual e por equipes.